# Ministerstwo Gospodarki i Pracy
Ministerstwo Gospodarki i Pracy – polski zniesiony urząd administracji rządowej obsługujący ministra właściwego do spraw działów administracji rządowej: gospodarka, praca, rozwój regionalny, turystyka.
Ministerstwo zostało utworzone rozporządzeniem Rady Ministrów z 2 maja 2004 r. (wchodzącym w życie dzień później z mocą obowiązującą 4 maja 2004 r.). Zniesione zostało rozporządzeniem Rady Ministrów z 31 października 2005 r., komórki organizacyjne włączono w nowe Ministerstwo Gospodarki.

## Zakres działania ministra
Minister Gospodarki i Pracy kierował następującymi działami administracji rządowej:
- od 2 maja 2004 do 31 października 2005[3][4]
  - gospodarka
  - praca
  - rozwój regionalny
  - turystyka.

## Dział gospodarka
Dział gospodarka obejmował sprawy w chwili zniesienia urzędu:
- funkcjonowania krajowych systemów energetycznych, z uwzględnieniem zasad racjonalnej gospodarki i potrzeb bezpieczeństwa energetycznego kraju
- działalności związanej z wykorzystaniem energii atomowej na potrzeby społeczno-gospodarcze kraju
- kontroli obrotu z zagranicą towarami i technologiami w związku z porozumieniami i zobowiązaniami międzynarodowymi
- ustalania taryf celnych, kontyngentów oraz wprowadzania zakazów przywozu i wywozu towarów i technologii
- nadzoru nad świadczeniem usług związanych z podpisem elektronicznym w rozumieniu przepisów o podpisie elektronicznym
- koordynacji uznawania kwalifikacji do podejmowania lub wykonywania działalności oraz podejmowania działań mających na celu udostępnianie informacji o uznawaniu tych kwalifikacji.

## Dział praca
Dział praca obejmował sprawy w chwili zniesienia urzędu:
- zatrudnienia i przeciwdziałania bezrobociu
- stosunków pracy i warunków pracy
- wynagrodzeń i świadczeń pracowniczych
- zbiorowych stosunków pracy i sporów zbiorowych
- związków zawodowych i organizacji pracodawców.

## Dział rozwój regionalny
Dział rozwój regionalny obejmował sprawy w chwili zniesienia urzędu:
- współpracy z organizacjami zrzeszającymi jednostki samorządu terytorialnego w zakresie spraw społeczno-gospodarczego rozwoju kraju
- współpracy z jednostkami samorządu terytorialnego w zakresie rozwoju regionalnego
- opracowywania projektów narodowej strategii rozwoju regionalnego
- opracowywania projektów i wykonywania programów wsparcia, o których mowa w ustawie z dnia 12 maja 2000 r. o zasadach wspierania rozwoju regionalnego (Dz. U. Nr 48, poz. 550, Nr 95, poz. 1041 i Nr 109, poz. 1158, z 2001 r. Nr 45, poz. 497, Nr 100, poz. 1085, Nr 111, poz. 1197 i Nr 154, poz. 1800, z 2002 r. Nr 25, poz. 253, Nr 66, poz. 596 i Nr 230, poz. 1921 oraz z 2003 r. Nr 84, poz. 774)
- kontraktów wojewódzkich zawieranych w trybie ustawy, o której mowa w pkt 4
- monitorowania i oceny przebiegów realizacji programu wsparcia i kontraktów wojewódzkich, o których mowa w pkt 4 i 5, oraz przedstawiania Radzie Ministrów analiz, sprawozdań i wniosków dotyczących wykonania programów wsparcia i kontraktów wojewódzkich
- koordynacji w zakresie programowania i wykorzystania funduszy strukturalnych oraz Funduszu Spójności
- opracowywania narodowego planu rozwoju będącego podstawą do zawarcia umowy pomiędzy Rządem Rzeczypospolitej Polskiej i Komisją Europejską, określającej wykorzystanie przez Polskę środków strukturalnych Unii Europejskiej.

## Dział turystyka
Dział turystyka obejmował sprawy w chwili zniesienia urzędu:
- zagospodarowanie turystyczne kraju oraz mechanizm regulacji rynku turystycznego.

## Struktura organizacyjna
W skład ministerstwa wchodził Gabinet Polityczny Ministra oraz następujące komórki organizacyjne:
- Departament Administrowania Obrotem
- Departament Analiz i Prognoz Ekonomicznych
- Departament Bezpieczeństwa Energetycznego
- Departament Dialogu i Partnerstwa Społecznego
- Departament Europejskich Spraw Gospodarczych
- Departament Funduszy
- Departament Informatyki
- Departament Inicjatywy INTERREG
- Departament Innowacyjności
- Departament Instrumentów Finansowych
- Departament Inwestycji Zagranicznych i Promocji Eksportu
- Departament Konkurencyjności Gospodarki
- Departament Kontroli Eksportu
- Departament Koordynacji Funduszu Spójności
- Departament Koordynacji Polityki Strukturalnej
- Departament Międzynarodowej Współpracy Dwustronnej
- Departament Polityki Handlowej
- Departament Polityki Przemysłowej
- Departament Polityki Regionalnej
- Departament Prawa Pracy
- Departament Programów Offsetowych
- Departament Programów Pomocowych i Pomocy Technicznej
- Departament Przedsiębiorczości
- Departament Rynku Pracy
- Departament Spraw Obronnych
- Departament Turystyki
- Departament Unii Europejskiej
- Departament Warunków Pracy
- Departament Wdrażania Europejskiego Funduszu Społecznego
- Departament Wdrażania Programów Rozwoju Regionalnego
- Departament Wynagrodzeń
- Departament Zarządzania Europejskim Funduszem Społecznym
- Departament Zarządzania Programem Wzrostu Konkurencyjności Przedsiębiorstw
- Biuro Administracyjno-Budżetowe
- Biuro Dyrektora Generalnego
- Biuro Kadr i Szkolenia
- Biuro Kontroli Resortowej
- Biuro Oceny Legalności Decyzji Nacjonalizacyjnych
- Biuro Ochrony Informacji Niejawnych
- Biuro Prawne
- Sekretariat Ministra
- Stanowisko do Spraw Audytu Wewnętrznego
- Stanowisko do Spraw Komunikacji Społecznej.

Organy nadzorowane przez ministra:
- Prezes Głównego Urzędu Miar
- Prezes Urzęd Regulacji Energetyki
- Urząd Patentowy Rzeczypospolitej Polskiej

Organy podlegające ministrowi:
- Urząd Dozoru Technicznego
- Agencja Rezerw Materiałowych
- Polska Agencja Rozwoju Przedsiębiorczości

Jednostki organizacyjne podległe ministrowi lub nadzorowane:
- Agencja Rezerw Materiałowych
- Beskidzki Instytut Tekstylny w Bielsku-Białej
- Branżowy Ośrodek Badawczo-Rozwojowy Maszyn Elektrycznych „Komel” w Katowicach
- Centralne Laboratorium Akumulatorów i Ogniw w Poznaniu
- Centralne Laboratorium Naftowe w Warszawie
- Centralne Laboratorium Ochrony Radiologicznej w Warszawie
- Centralne Laboratorium Przemysłu Obuwniczego w Krakowie
- Centralny Instytut Ochrony Pracy – Państwowy Instytut Badawczy
- Centralny Ośrodek Badawczo-Rozwojowy Maszyn Włókienniczych „POLMATEX-CENARO” w Łodzi
- Centralny Ośrodek Badawczo-Rozwojowy Opakowań w Warszawie
- Centralny Ośrodek Badawczo-Rozwojowy Przemysłu Izolacji Budowlanej w Katowicach
- Centralny Ośrodek Chłodnictwa „COCH” w Krakowie
- Centrum Badań i Promocji Biznesu „Ekorno” w Łodzi (w likwidacji)
- Centrum Badawczo-Konstrukcyjne Obrabiarek w Pruszkowie
- Centrum Doskonalenia Kadr Specjalistycznych w Chorzowie-Batorym
- Centrum Elektryfikacji i Automatyzacji Górnictwa „Emag” w Katowicach
- Centrum Mechanizacji Górnictwa KOMAG w Gliwicach
- Centrum Partnerstwa Społecznego „Dialog” im. A. Bączkowskiego
- Centrum Techniki Morskiej – Ośrodek Badawczo-Rozwojowy w Gdyni
- Główna Biblioteka Pracy i Zabezpieczenia Społecznego
- Główny Instytut Górnictwa w Katowicach
- Instytut Architektury Tekstyliów w Łodzi
- Instytut Automatyki Systemów Energetycznych we Wrocławiu
- Instytut Barwników i Produktów Organicznych w Zgierzu
- Instytut Biotechnologii i Antybiotyków w Warszawie
- Instytut Celulozowo-Papierniczy w Łodzi
- Instytut Chemicznej Przeróbki Węgla w Zabrzu
- Instytut Chemii i Techniki Jądrowej w Warszawie
- Instytut Chemii Nieorganicznej w Gliwicach
- Instytut Chemii Przemysłowej im. Prof. I. Mościckiego w Warszawie
- Instytut Ciężkiej Syntezy Organicznej „Blachownia” w Kędzierzynie-Koźlu
- Instytut Elektrotechniki w Warszawie
- Instytut Energetyki w Warszawie
- Instytut Energii Atomowej w Otwocku-Świerku
- Instytut Farmaceutyczny w Warszawie
- Instytut Fizyki Plazmy i Laserowej Mikrosyntezy im. S. Kaliskiego w Warszawie
- Instytut Inżynierii MateriaΠów Włókienniczych w Łodzi
- Instytut Komputerowych Systemów Automatyki i Pomiarów we Wrocławiu
- Instytut Koniunktur i Cen Handlu Zagranicznego w Warszawie
- Instytut Logistyki i Magazynowania w Poznaniu
- Instytut Lotnictwa w Warszawie
- Instytut Maszyn Matematycznych w Warszawie
- Instytut Materiałów Ogniotrwałych w Gliwicach
- Instytut Mechaniki Precyzyjnej w Warszawie;
- Instytut Mechanizacji Budownictwa i Górnictwa Skalnego w Warszawie
- Instytut Metali Nieżelaznych w Gliwicach
- Instytut Metalurgii Żelaza im. St. Staszica w Gliwicach
- Instytut Mineralnych Materiałów Budowlanych w Opolu
- Instytut Metalurgii Żelaza im. St. Staszica w Gliwicach
- Instytut Nafty i Gazu w Krakowie
- Instytut Obróbki Plastycznej w Poznaniu
- Instytut Obróbki Skrawaniem w Krakowie
- Instytut Odlewnictwa w Krakowie
- Instytut Optyki Stosowanej w Warszawie
- Instytut Organizacji i Zarządzania w Przemyśle „Orgmasz” w Warszawie
- Instytut Pojazdów Szynowych „TABOR” w Poznaniu
- Instytut Pracy i Spraw Socjalnych
- Instytut Problemów Jądrowych im. A. Sołtana w Otwocku-Świerku
- Instytut Przemysłu Gumowego „Stomil” w Piastowie
- Instytut Przemysłu Organicznego w Warszawie
- Instytut Przemysłu Skórzanego w Łodzi
- Instytut Przemysłu Tworzyw i Farb w Gliwicach (w likwidacji)
- Instytut Przetwórstwa Tworzyw Sztucznych „Metalchem” w Toruniu
- Instytut Rynku Wewnętrznego i Konsumpcji w Warszawie
- Instytut Spawalnictwa w Gliwicach
- Instytut Systemów Sterowania w Chorzowie
- Instytut Szkła i Ceramiki w Warszawie
- Instytut Techniki i Technologii Dziewiarskich „TRICOTEXTIL” w Łodzi
- Instytut Techniki Cieplnej w Łodzi
- Instytut Techniki Grzewczej i Sanitarnej w Radomiu
- Instytut Techniki i Aparatury Medycznej ITAM w Zabrzu
- Instytut Technologii Drewna w Poznaniu
- Instytut Technologii Eksploatacji w Radomiu
- Instytut Technologii Elektronowej w Warszawie
- Instytut Technologii Materiałów Elektronicznych w Warszawie
- Instytut Technologii Nafty im. prof. St. Piłata w Krakowie
- Instytut Tele- i Radiotechniczny w Warszawie
- Instytut Turystyki w Warszawie
- Instytut Włókien Chemicznych w Łodzi
- Instytut Włókien Naturalnych w Poznaniu
- Instytut Włókiennictwa w Łodzi
- Instytut Wzornictwa Przemysłowego w Warszawie
- Krajowe Biuro Funduszu Gwarantowanych Świadczeń Pracowniczych
- Ochotnicze Hufce Pracy
- Ośrodek Badawczo-Konstrukcyjny „Koprotech” w Warszawie
- Ośrodek Badawczo-Rozwojowy Aparatury Manewrowej „ORAM” w Łodzi
- Ośrodek Badawczo-Rozwojowy Automatyki i Urządzeń Precyzyjnych w Łodzi
- Ośrodek Badawczo-Rozwojowy Budownictwa Górniczego „BUDOKOP” w Mysłowicach
- Ośrodek Badawczo-Rozwojowy Budownictwa Węglowego w Katowicach (w likwidacji)
- Ośrodek Badawczo-Rozwojowy Budowy Urządzeń Chemicznych „Cebea” w Krakowie
- Ośrodek Badawczo-Rozwojowy Dźwignic i Urządzeń Transportowych DETRANS w Bytomiu
- Ośrodek Badawczo-Rozwojowy Elementów i Układów Pneumatyki w Kielcach
- Ośrodek Badawczo-Rozwojowy „Erg” w Jaśle (w likwidacji)
- Ośrodek Badawczo-Rozwojowy Gospodarki Energetycznej w Katowicach
- Ośrodek Badawczo-Rozwojowy Gospodarki Remontowej Energetyki we Wrocławiu
- Ośrodek Badawczo-Rozwojowy Górnictwa Surowców Chemicznych „Chemkop” w Krakowie
- Ośrodek Badawczo-Rozwojowy Izotopów – POLATOM w Otwocku-Świerku
- Ośrodek Badawczo-Rozwojowy Kauczuków i Tworzyw Winylowych w Oświęcimiu
- Ośrodek Badawczo-Rozwojowy Maszyn Przędzalnictwa Wełny „Belmatex” w Bielsku-Białej
- Ośrodek Badawczo-Rozwojowy Maszyn Ziemnych i Transportowych w Stalowej Woli (w likwidacji)
- Ośrodek Badawczo-Rozwojowy Mechanizacji Pakowania „EMPAK” w Krakowie
- Ośrodek Badawczo-Rozwojowy Metrologii Elektrycznej „METROL” w Zielonej Górze
- Ośrodek Badawczo-Rozwojowy Motoreduktorów i Reduktorów „Redor” w Bielsku-Białej
- Ośrodek Badawczo-Rozwojowy Podstaw Technologii i Konstrukcji Maszyn „TEKOMA” w Warszawie
- Ośrodek Badawczo-Rozwojowy „PREDOM-OBR” w Warszawie
- Ośrodek Badawczo-Rozwojowy Przemysłu Oponiarskiego „Stomil” w Poznaniu
- Ośrodek Badawczo-Rozwojowy Przemysłu Płyt Drewnopochodnych w Czarnej Wodzie
- Ośrodek Badawczo-Rozwojowy Przemysłu Rafineryjnego w Płocku
- Ośrodek Badawczo-Rozwojowy Przemysłu Siarkowego „Siarkopol” w Tarnobrzegu (w likwidacji)
- Ośrodek Badawczo-Rozwojowy Przemysłu Urządzeń Klimatyzacyjno-Wentylacyjnych i Odpylających BAROWENT w Katowicach (w likwidacji)
- Ośrodek Badawczo-Rozwojowy Samochodów Małolitrażowych „BOSMAL” w Bielsku-Białej
- Ośrodek Badawczo-Rozwojowy „SKARŻYSKO” w Skarżysku-Kamiennej (w likwidacji)
- Ośrodek Badawczo-Rozwojowy Sprzętu Mechanicznego w Tarnowie
- Ośrodek Badawczo-Rozwojowy Środków Organizacyjno-Technicznych „Prebot” w Radomiu
- Ośrodek Badawczo-Rozwojowy Urządzeń Mechanicznych OBRUM w Gliwicach
- Ośrodek Badawczo-Rozwojowy Urządzeń Sterowania Napędów w Toruniu
- Ośrodek Centralnego Szkolenia Maszynistów w Mińsku Mazowieckim
- Ośrodek Centralnego Szkolenia Maszynistów w Radomiu
- Ośrodek Centralnego Szkolenia Maszynistów we Włocławku
- Ośrodek Centralnego Szkolenia Maszynistów we Wrocławiu
- Ośrodek Doskonalenia Kadr w Kępnie
- Ośrodek Doskonalenia Kadr w Mysłowicach
- Ośrodek Studiów Wschodnich
- Polska Agencja Rozwoju Przedsiębiorczości
- Polska Organizacja Turystyczna
- Polskie Centrum Akredytacji
- „Poltegor-Instytut” Instytut Górnictwa Odkrywkowego we Wrocławiu;
- Przemysłowy Instytut Automatyki i Pomiarów „PIAP” w Warszawie
- Przemysłowy Instytut Elektroniki w Warszawie
- Przemysłowy Instytut Maszyn Budowlanych w Kobyłce
- Przemysłowy Instytut Maszyn Rolniczych w Poznaniu
- Przemysłowy Instytut Motoryzacji w Warszawie
- Przemysłowy Instytut Telekomunikacji w Warszawie
- Urząd Dozoru Technicznego
- Wydziały ekonomiczno-handlowe ambasad, konsulatów i stałych przedstawicielstw Rzeczypospolitej Polskiej za granicą
- Zakład Unieszkodliwiania Odpadów Promieniotwórczych w Otwocku-Świerku
- Zakład Wydawniczo-Poligraficzny Ministerstwa Gospodarki i Pracy

## III Rzeczpospolita(2004–2005)

### Minister Gospodarki i Pracy Rzeczypospolitej Polskiej

Herb Polski

| Lp. | Zdjęcie                | Imię i nazwisko (partia polityczna) | Objęcie urzędu | Złożenie urzędu | Długość urzędowania | Rząd                      |
| --- | ---------------------- | ----------------------------------- | -------------- | --------------- | ------------------- | ------------------------- |
| 1.  |                        | Jerzy Hausner (SLD) (ur. 1949)      | 2 V 2004       | 31 III 2005     | 333 dni             | pierwszy rząd Marka Belki |
| 1.  | drugi rząd Marka Belki | Jerzy Hausner (SLD) (ur. 1949)      | 2 V 2004       | 31 III 2005     | 333 dni             |                           |
| 2.  |                        | Jacek Piechota (SLD) (ur. 1959)     | 31 III 2005    | 31 X 2005       | 214 dni             |                           |